# Categoría Primera A 1969
Die Categoría Primera A 1969 war die zweiundzwanzigste Austragung der kolumbianischen Fußballmeisterschaft. Die Meisterschaft konnte Deportivo Cali (3. Titel) vor América de Cali gewinnen. Torschützenkönig wurde der Argentinier Hugo Horacio Lóndero von América de Cali mit 26 Toren.
Es nahmen die gleichen 14 Mannschaften wie im Vorjahr teil.

## Modus
Die Meisterschaft wurde in zwei Halbserien aufgeteilt, in Apertura und Finalización. In jeder Halbserie spielten alle Mannschaften jeweils zwei Mal gegeneinander. Jeweils die zwei besten Mannschaften qualifizierten sich für die Finalgruppe, in der der Meister und der zweite Teilnehmer an der Copa Libertadores ermittelt wurde.

## Teilnehmer
Die folgenden Vereine nahmen an der Spielzeit 1969 teil.
| Mannschaft             | Stadt        | Departamento       |
| ---------------------- | ------------ | ------------------ |
| América de Cali        | Cali         | Valle del Cauca    |
| Atlético Bucaramanga   | Bucaramanga  | Santander          |
| Atlético Nacional      | Medellín     | Antioquia          |
| Cúcuta Deportivo       | Cúcuta       | Norte de Santander |
| Deportes Quindío       | Armenia      | Quindío            |
| Deportes Tolima        | Ibagué       | Tolima             |
| Deportivo Cali         | Cali         | Valle del Cauca    |
| Deportivo Pereira      | Pereira      | Risaralda          |
| Independiente Medellín | Medellín     | Antioquia          |
| Junior                 | Barranquilla | Atlántico          |
| Millonarios            | Bogotá       | Bogotá             |
| Once Caldas            | Manizales    | Caldas             |
| Santa Fe               | Bogotá       | Bogotá             |
| Unión Magdalena        | Santa Marta  | Magdalena          |

## Apertura
| Pl. | Verein                 | Sp. | S  | U  | N  | Tore    | Diff. | Punkte |
| --- | ---------------------- | --- | -- | -- | -- | ------- | ----- | ------ |
| 1.  | Deportivo Cali         | 26  | 14 | 8  | 4  | 055:310 | +24   | 36:16  |
| 2.  | América de Cali        | 26  | 10 | 13 | 3  | 036:260 | +10   | 33:19  |
| 3.  | Millonarios            | 26  | 11 | 10 | 5  | 045:370 | +8    | 32:20  |
| 4.  | Deportes Quindío       | 26  | 10 | 10 | 6  | 035:290 | +6    | 30:22  |
| 5.  | Junior                 | 26  | 10 | 8  | 8  | 042:390 | +3    | 28:24  |
| 6.  | Cúcuta Deportivo       | 26  | 11 | 4  | 11 | 046:430 | +3    | 26:26  |
| 7.  | Atlético Bucaramanga   | 26  | 8  | 10 | 8  | 028:240 | +4    | 26:26  |
| 8.  | Santa Fe               | 26  | 7  | 10 | 9  | 057:550 | +2    | 24:28  |
| 9.  | Independiente Medellín | 26  | 9  | 5  | 12 | 042:460 | −4    | 23:29  |
| 10. | Once Caldas            | 26  | 7  | 9  | 10 | 037:500 | −13   | 23:29  |
| 11. | Deportivo Pereira      | 26  | 9  | 5  | 12 | 041:470 | −6    | 23:29  |
| 12. | Unión Magdalena (M)    | 26  | 6  | 9  | 11 | 026:380 | −12   | 21:31  |
| 13. | Deportes Tolima        | 26  | 7  | 6  | 13 | 037:490 | −12   | 20:32  |
| 14. | Atlético Nacional      | 26  | 5  | 9  | 12 | 032:450 | −13   | 19:33  |

| (M) | Meister 1968: Unión Magdalena |

## Finalización
| Pl. | Verein                 | Sp. | S  | U  | N  | Tore    | Diff. | Punkte |
| --- | ---------------------- | --- | -- | -- | -- | ------- | ----- | ------ |
| 1.  | Millonarios            | 26  | 18 | 4  | 4  | 041:130 | +28   | 40:12  |
| 2.  | Deportivo Cali         | 26  | 18 | 4  | 4  | 041:190 | +22   | 40:12  |
| 3.  | Deportes Quindío       | 26  | 11 | 10 | 5  | 037:220 | +15   | 32:20  |
| 4.  | Deportivo Pereira      | 26  | 11 | 10 | 5  | 037:290 | +8    | 32:20  |
| 5.  | América de Cali        | 26  | 12 | 6  | 8  | 043:250 | +18   | 30:22  |
| 6.  | Junior                 | 26  | 10 | 9  | 7  | 045:420 | +3    | 29:23  |
| 7.  | Deportes Tolima        | 26  | 10 | 7  | 9  | 028:280 | ±0    | 27:25  |
| 8.  | Santa Fe               | 26  | 8  | 10 | 8  | 038:350 | +3    | 26:26  |
| 9.  | Once Caldas            | 26  | 10 | 6  | 10 | 034:330 | +1    | 26:26  |
| 10. | Atlético Nacional      | 26  | 8  | 4  | 14 | 026:410 | −15   | 20:32  |
| 11. | Unión Magdalena (M)    | 26  | 4  | 9  | 13 | 023:460 | −23   | 17:35  |
| 12. | Atlético Bucaramanga   | 26  | 6  | 4  | 16 | 026:460 | −20   | 16:36  |
| 13. | Independiente Medellín | 26  | 4  | 7  | 15 | 035:520 | −17   | 15:37  |
| 14. | Cúcuta Deportivo       | 26  | 5  | 4  | 17 | 028:510 | −23   | 14:38  |

| (M) | Meister 1968: Unión Magdalena |

### Ermittlung des Halbserienmeisters
| Datum      |                | Ergebnis |                | Ort    |
| ---------- | -------------- | -------- | -------------- | ------ |
| 18.12.1969 | Millonarios    | 1:1      | Deportivo Cali | Bogotá |
| 21.12.1969 | Deportivo Cali | 0:0      | Millonarios    | Cali   |
| Gesamt:    | Millonarios    | 1:1      | Deportivo Cali |        |

| Es wurde ein Entscheidungsspiel nötig |

| Datum      |             | Ergebnis        |                | Ort      |
| ---------- | ----------- | --------------- | -------------- | -------- |
| 23.12.1969 | Millonarios | 1:1 (5:0 i. E.) | Deportivo Cali | Medellín |

| Beim Elfmeterschießen trat zunächst Millonarios fünfmal an und konnte alle Elfmeter verwandeln, danach verschoss Cali den ersten Elfmeter und so wurde Millonarios Meister der Finalización |

## Finalgruppe
Die Spiele der Finalgruppe wurden im Januar 1970 ausgetragen.
| Pl. | Verein          | Sp. | S | U | N | Tore    | Diff. | Punkte |
| --- | --------------- | --- | - | - | - | ------- | ----- | ------ |
| 1.  | Deportivo Cali  | 4   | 3 | 1 | 0 | 007:400 | +3    | 07:10  |
| 2.  | América de Cali | 4   | 1 | 1 | 2 | 006:700 | −1    | 03:50  |
| 3.  | Millonarios     | 4   | 1 | 0 | 3 | 002:400 | −2    | 02:60  |

## Gesamttabelle
| Pl. | Verein                 | Sp. | S  | U  | N  | Tore    | Diff. | Punkte |
| --- | ---------------------- | --- | -- | -- | -- | ------- | ----- | ------ |
| 1.  | Deportivo Cali         | 59  | 35 | 16 | 8  | 105:560 | +49   | 86:32  |
| 2.  | Millonarios            | 59  | 30 | 17 | 12 | 090:560 | +34   | 77:41  |
| 3.  | América de Cali        | 56  | 23 | 20 | 13 | 085:580 | +27   | 66:46  |
| 4.  | Deportes Quindío       | 52  | 21 | 20 | 11 | 072:510 | +21   | 62:42  |
| 5.  | Junior                 | 52  | 20 | 17 | 15 | 087:810 | +6    | 57:47  |
| 6.  | Deportivo Pereira      | 52  | 20 | 15 | 17 | 078:760 | +2    | 55:49  |
| 7.  | Santa Fe               | 52  | 15 | 20 | 17 | 095:900 | +5    | 50:54  |
| 8.  | Once Caldas            | 52  | 17 | 15 | 20 | 071:830 | −12   | 49:55  |
| 9.  | Deportes Tolima        | 52  | 17 | 13 | 22 | 065:770 | −12   | 47:57  |
| 10. | Atlético Bucaramanga   | 52  | 14 | 14 | 24 | 054:700 | −16   | 42:62  |
| 11. | Cúcuta Deportivo       | 52  | 16 | 8  | 28 | 074:940 | −20   | 40:64  |
| 12. | Atlético Nacional      | 52  | 13 | 13 | 26 | 058:860 | −28   | 39:65  |
| 13. | Unión Magdalena (M)    | 52  | 10 | 18 | 24 | 049:840 | −35   | 38:66  |
| 14. | Independiente Medellín | 52  | 13 | 12 | 27 | 077:980 | −21   | 38:66  |

| (M) | Meister 1968: Unión Magdalena |

## Torschützenliste
| Pl. | Spieler              | Mannschaft      | Tore |
| --- | -------------------- | --------------- | ---- |
| 1.  | Hugo Horacio Lóndero | América de Cali | 26   |
| 2.  | Walter Sossa         | Santa Fe        | 24   |
| 3.  | Pedro Prospitti      | Santa Fe        | 23   |